# ViVi
ViVi는 고단샤가 1983년 5월에 창간한 잡지이다. 일본과 중화인민공화국, 대만, 홍콩에서 발행하고 있으며, 여성 패션 월간지이다. 일본의 발행일은 매월 23일이다.

## 개요
2008년도의 일본의 발행 부수는 약 44만 부이며, 대상 연령은 15 - 36세이며, 여대생이 주 대상이다. 패션과 미용에 관한 기사가 중심이다. 다른 잡지에 비해 전속 모델이 많은 것이 특징이다.
2000년에는 중국어 버전 'ViVi (昕薇)'가 창간되었다. 고단샤가 중국에서 발간한 여성 잡지는 'ViVi'가 처음이다.
2009년 6월에는 타이완에서의 발행 부수는 11만부로, 타이완에서의 여성 패션 잡지의 발행 부수 1위이다.